# Onthophagus necessarius
Onthophagus necessarius là một loài bọ cánh cứng trong họ Bọ hung (Scarabaeidae).